# Dougon
Dougon est un village du Cameroun situé dans le département du Mayo-Rey et la région du Nord. Sur le plan administratif, il fait partie de la commune de Tcholliré et, sur le plan coutumier, du lamidat de Rey-Bouba. Le village est situé à environ 7 km de Tcholliré.

## Climat
Sur l'année, la température moyenne à Dougon est de 21.8°C et les précipitations sont en moyenne de 951.9 mm.

## Population
Lors du recensement de 2005, le village comptait 56 habitants.

## Agriculture
Le village a des zones de pâturage et d'élevage.